# Yuanli
Yuanli (chinois traditionnel : 苑裡鎮 ; pinyin : Yuànlǐ Zhèn) est une commune du comté de Miaoli située sur l'île de Taïwan, en Asie de l'Est.

## Géographie

### Situation
Yuanli est une commune urbaine de l'extrême sud-ouest du comté de Miaoli, sur l'île de Taïwan. Elle s'étend sur 68,247 3 km2, au sud-est de Miaoli, capitale du comté, le long de la côte ouest de l'île.

### Démographie
Au 1er janvier 2017, la commune de Yuanli comptait 47 040 habitants (436 hab./km2,) dont 48 % de femmes.